# Trzęsienie ziemi w Jemenie (1982)
Trzęsienie ziemi w Jemenie (1982) – trzęsienie ziemi, do jakiego doszło 13 grudnia 1982 roku w zachodniej części Jemenu na Półwyspie Arabskim (wówczas odrębne państwo: Jemeńska Republika Arabska).

## Zdarzenie
W wyniku wstrząsu o magnitudzie 6,0 z hipocentrum na głębokości pięciu kilometrów zginęło 2800 osób, a półtora tysiąca odniosło obrażenia. Dokładne dane nigdy nie zostały podane do wiadomości publicznej.
Obszar największych zniszczeń objął miasto Zamar i około trzystu okolicznych wsi. Region o największej intensywności drgań gruntu (VIII stopień intensywności w skali Mercallego-Cancaniego-Sieberga) objął pas między miejscowościami: Dawran a Risabah. Trzęsienie ziemi odczuto na obszarze całego państwa, a także w regionie miasta Nadżran w Arabii Saudyjskiej.
Zdarzenie to jest pierwszym zjawiskiem sejsmicznym zarejestrowanym przez aparaturę pomiarową w tej części świata.